# Metro w Dystrykcie Federalnym (Brazylia)
Metro w Dystrykcie Federalnym (port: Metrô do Distrito Federal) – system metra w Dystrykcie Federalnym w Brazylii. Jest obsługiwany przez Metro-DF i Companhia do Metropolitano do Distrito Federal. Został otwarty w 2001 roku. System metra posiada 29 stacji, z których 27 jest w eksploatacji na dwóch liniach.
Metro działa w godzinach od 05:30 do 23:30 od poniedziałku do soboty i od 07:00 do 19:00 w niedziele i święta. Dostęp do Metro-DF jest kontrolowany przez elektroniczne bramki wejścia i wyjścia.

## Linie
System metra ma kształt litery Y – główną osią jest odcinek między stacjami Central a Águas Claras o długości 19,19 km. Od stacji Águas Claras linia zielona ma długość 14,31 km i biegnie do stacji końcowej Terminal Ceilândia, natomiast linia pomarańczowa od punktu podziału ma długość 8,8 km i kończy się na stacji Terminal Samambaia.

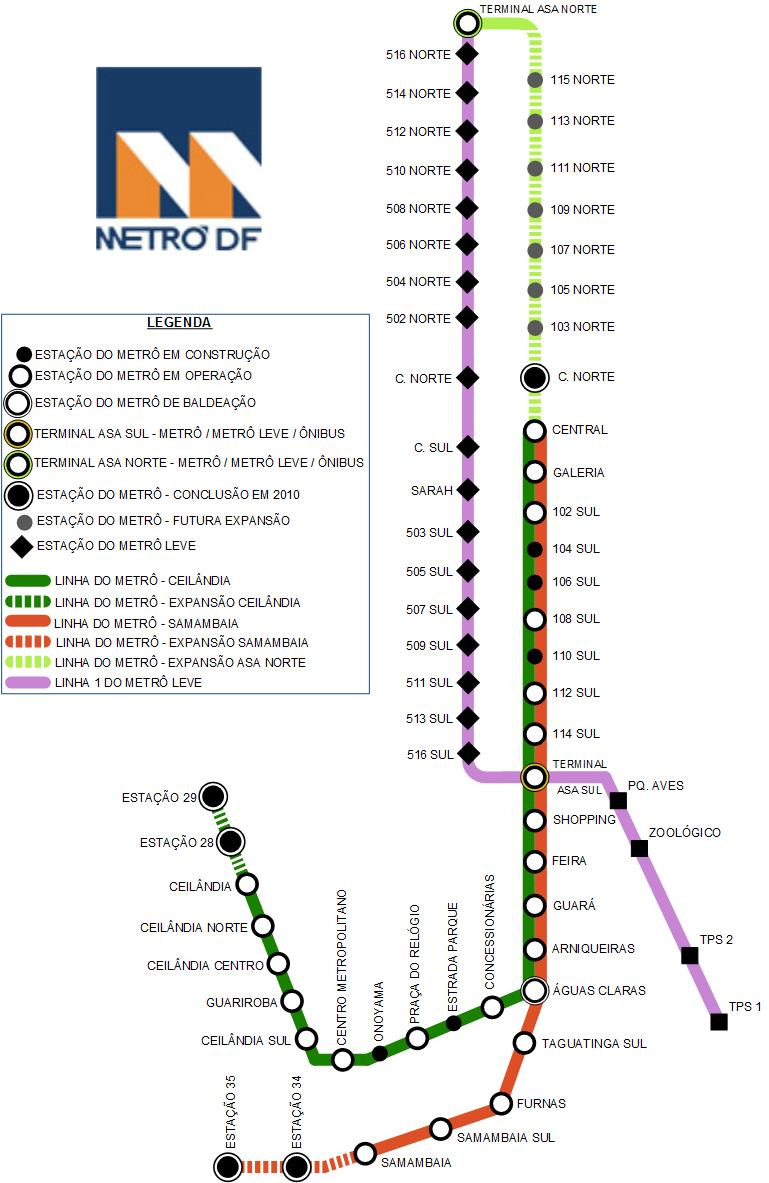
Schemat linii metra w Dystrykcie Federalnym

| Linia | Kolor        | Trasa                        | Długość | Liczba stacji |
| ----- | ------------ | ---------------------------- | ------- | ------------- |
|       | Zielony      | Central ↔ Terminal Ceilândia | 33,5 km | 23            |
|       | Pomarańczowy | Central ↔ Terminal Samambaia | 28,0 km | 18            |